# Asparges (slægt)
Asparges (Asparagus) er en slægt med 59 arter, som findes i Europa, Asien og Afrika samt (nogle få) i Mellemamerika og det nordlige Australien. Det er stauder med vandrette jordstængler og oprette til overhængende skud. Flere af arterne er tornede. Bladene er bitte små og nåleagtige. Blomsterne er 6-tallige med grønne eller hvide, sammenvoksede blosterblade. Frugterne er bær. Her omtales kun de arter, som er vildtvoksende i Danmark, eller som dyrkes her.
Flere arter af denne slægt bliver angrebet kraftigt af gulplettet aspargesbille og tolvplettet aspargesbille.
| Beskrevne arter |

- Skarpbladet asparges (Asparagus acutifolius)
- Hængeasparges (Asparagus aethiopicus)
- Asparges (Asparagus officinalis)
- Slørasparges (Asparagus setaceus)

| Andre arter |

| - Asparagus acicularis - Asparagus acoksii - Asparagus adscendens - Asparagus africanus - Asparagus albus - Asparagus altissimus - Asparagus amarus - Asparagus angulofractus - Asparagus aphyllus - Asparagus arborescens - Asparagus asiaticus - Asparagus asiaticus - Asparagus asparagoides - Asparagus benguellensis - Asparagus brachyphyllus - Asparagus breslerianus - Asparagus buchananii - Asparagus bucharicus - Asparagus burchellii - Asparagus burjaticus - Asparagus capensis - Asparagus capitatus - Asparagus caspius - Asparagus cochinchinensis - Asparagus comorensis - Asparagus compactus - Asparagus coodei - Asparagus cooperi - Asparagus crassicladus - Asparagus crispus - Asparagus curillus - Asparagus dauricus - Asparagus declinatus - Asparagus decumbens - Asparagus densiflorus - Asparagus densiflorus - Asparagus denudatus - Asparagus draco - Asparagus drepanophyllus - Asparagus duchesnei - Asparagus exuvialis - Asparagus falcatus - Asparagus fallax - Asparagus filicinus - Asparagus flagellaris | - Asparagus fysonii - Asparagus glaucus - Asparagus gobicus - Asparagus gonoclados - Asparagus gracilis - Asparagus greveanus - Asparagus griffithii - Asparagus horridus - Asparagus horridus - Asparagus inderiensis - Asparagus intricatus - Asparagus juniperoides - Asparagus kansuensis - Asparagus kasakstanicus - Asparagus kiusianus - Asparagus laevissimus - Asparagus laricinus - Asparagus ledebourii - Asparagus lignosus - Asparagus litoralis - Asparagus longiflorus - Asparagus lowei - Asparagus lucidus - Asparagus lutzii - Asparagus lycaonicus - Asparagus lycicus - Asparagus lycopodineus - Asparagus macowanii - Asparagus madagascariensis - Asparagus mairei - Asparagus maritimus - Asparagus medioloides - Asparagus meioclados - Asparagus merkeri - Asparagus minutiflorus - Asparagus monophyllus - Asparagus mucronatus - Asparagus multiflorus - Asparagus munitus - Asparagus myriacanthus - Asparagus myriocladus - Asparagus natalensis - Asparagus neglectus - Asparagus nelsii - Asparagus nesiotes - Asparagus nodulosus - Asparagus oligoclonos - Asparagus pachyrrhizus - Asparagus palaestinus - Asparagus pallasii - Asparagus pastorianus - Asparagus persicus | - Asparagus plocamoides - Asparagus plumosus - Asparagus polyphyllus - Asparagus popovii - Asparagus prostratus - Asparagus przewalskyi - Asparagus pseudoscaber - Asparagus psilurus - Asparagus pygmaeus - Asparagus racemosus - Asparagus ramosissimus - Asparagus retrofractus - Asparagus rigidulus - Asparagus rubicundus - Asparagus sarmentosus - Asparagus scaber - Asparagus scandens - Asparagus schoberioides - Asparagus scoparius - Asparagus sichuanicus - Asparagus sprengeri - Asparagus stipulaceus - Asparagus stipularis - Asparagus subalatus - Asparagus subscandens - Asparagus subulatus - Asparagus taliensis - Asparagus tenuifolius - Asparagus terminalis - Asparagus thunbergianus - Asparagus tibeticus - Asparagus trichoclados - Asparagus trichophyllus - Asparagus turkestanicus - Asparagus umbellatus - Asparagus verticillatus - Asparagus virgatus - Asparagus warneckei - Asparagus yanbianensis - Asparagus yanyuanensis |